# Матфей II Орсини
Матфей II (Майо II) Орсини (? — умер в 1259 или 1264 году) — Пфальцграф Кефалонии и Закинфа.

## Биография
Матфей II происходил из итальянского рода Орсини, которые правили в графстве Кефалонии и Закинфа с 1195 года.
Матфей II правил с 1238 по 1264 год. Точное происхождение Матфея II не известно, вероятнее всего, он был сыном пфальцграфа Кефалонии и Закинфа Матфея I Орсини. В 1228 году Матфей II женился на Византийской принцессе Анне (Феодоре) Анджелине, вероятно дочери Михаила I Комнина Дуки, деспота Эпира.
В 1238 году, после того как умер Матфей I, Матфей II взошёл на престол и стал третьим пфальцграфом Кефалония и Закинф. Как и его предшественники, он был вассалом соседних государств Королевства Сицилии, Эпирского деспотата и Ахейи.
Не позднее чем в 1264 году Матфей II умер, а его сын Рикардо I Орсини стал его преемником.